# Севчук Сервиля
Севчук Сервиля, или севчук Фишера (лат. Onconotus servillei) — вид прямокрылых насекомых из семейства настоящих кузнечиков. Видовое название дано в честь французского энтомолога, знаменитого своими исследованиями прямокрылых — Жана Гийома Одине-Сервиля.

## Описание
Средних размеров кузнечик, длиной 20—25 мм, с толстым грузным телом. Окраска тёмно-коричневая с желтоватым рисунком на переднеспинке у самцов. Голова шаровидной формы с округлыми глазами. Переднеспинка почти втрое длиннее передних бедер. Она сверху уплощена, с резкими боковыми килями, которые слегка сходятся кпереди, и уступчатым поперечным килем. По заднему краю переднеспинки проходят крупные зубцы.
Крылья у самцов сильно укорочены, не выступают из-под переднеспинки, у самок крылья недоразвиты. Отверстия органов слуха находятся на передних голенях и являются узкими, щелевидными. Задние бедра утолщенные. Яйцеклад самки длинный до 16—17 мм, в вершинной своей половине плавно загнут вниз.

## Биология
Обитает на залежных и целинных степях, и преимущественно разнотравных злаковых лугах с кустарниковой растительностью. Питается растительностью. Обычно насекомые держатся на поверхности почвы, изредка поднимается на нижние части стеблей растений. Период размножения приходится на август. Во время периода размножения самцы громко стрекочут, привлекая самок. Поющие самцы встречаются в сумерках и утром на верхушках растений и открытых участках почвы. Яйца откладываются самкой в почву среди растений. Зимуют яйца, из которых весной в мае отрождаются личинки. Стадия личинки длится 2,5—3 месяца.

## Ареал
Эндемик степной зоны Евразии. Степи от Украины до Казахстана и юго-востока Западной Сибири, Предкавказье. Ареал вида охватывает европейские и азиатские до юго-востока Западной Сибири, степные районы.

## Численность
Лимитирующие факторы: распашка и изоляция целинных участков, деградация степных растительных сообществ в результате нерегулируемого выпаса скота и сенокошения.

## Охрана
Занесен в Красную книгу МСОП. Включен в Красную книгу Казахстана, Красная книга Воронежской области, Красная книга Московской области.